# Khandwa Airport
Khandwa Airport är en flygplats i Indien.   Den ligger i distriktet East Nimār och delstaten Madhya Pradesh, i den centrala delen av landet, 800 km söder om huvudstaden New Delhi. Khandwa Airport ligger 317 meter över havet.
Terrängen runt Khandwa Airport är platt. Runt Khandwa Airport är det ganska tätbefolkat, med 185 invånare per kvadratkilometer. Närmaste större samhälle är Khandwa, 1,9 km sydväst om Khandwa Airport. Trakten runt Khandwa Airport består till största delen av jordbruksmark.